# Agenium (Geologie)
Agenium ist eine regionale Stufe im terrestrischen Neogen Europas. Sie entspricht den Zonen MN 1 und 2 der europäischen Landsäugetier-Chronologie (ELMMZ = „European Land Mammal Mega-Zones“). Sie wird vom Orleanium überlagert und vom Arvernium der obersten regionalen Stufe des terrestrischen Paläogen unterlagert.

## Geschichte und Typlokalität
Die Stufe ist benannt nach der französischen Stadt Agen, in deren Nähe die Typlokalität liegt.

## Definition
Die Untergrenze ist durch das Einsetzen der Großsäugetiergattung Hyotherium definiert, bei den Kleinsäugern ist es die Gattung Vasseuromys und die Art Rhodanomys schlosseri. Die Obergrenze (und damit der Beginn des Orleanium) ist durch das Erstauftreten von Gomphotherium, Procervulus, Lagomeryx, Actoocemas, Palaeomeryx, Brachyodus, Anchitherium, Aureliachoerus, Hemicyon (Großsäuger) definiert. Das Agenium wird mit der chronostratigraphischen Stufe des Aquitanium korreliert. Dies entspricht in der Geochronologie dem Zeitraum von 23 bis 20,4 Millionen Jahren.

## Untergliederung
Die Stufe wird in zwei Biozonen MN 1 und MN 2 untergliedert. Die Stufe wird dementsprechend auch in Unteres und Oberes Agenium unterteilt.